# Outer Holm
Outer Holm är en ö i Storbritannien.   Den ligger i kommunen Orkneyöarna och riksdelen Skottland, i den norra delen av landet, 800 km norr om huvudstaden London.
Terrängen på Outer Holm är mycket platt. Öns högsta punkt är 4 meter över havet. Trakten runt Outer Holm består i huvudsak av gräsmarker.